# 589944 Suhua
589944 Suhua è un asteroide della fascia principale. Scoperto nel 2010, presenta un'orbita caratterizzata da un semiasse maggiore pari a 3,1633449 au e da un'eccentricità di 0,0910465, inclinata di 14,52359° rispetto all'eclittica.